# Kamenná Poruba
Kamenná Poruba es un municipio del distrito de Vranov nad Topľou en la región de Prešov, Eslovaquia, con una población estimada a final del año 2024 de 1727 habitantes.
Se encuentra ubicado en el centro-sur de la región, cerca del río Topľa (cuenca hidrográfica del río Tisza) y de la frontera con la región de Košice.

## Demografía
| Año        | 1994 | 2004     | 2014     | 2024     |
| ---------- | ---- | -------- | -------- | -------- |
| Población  | 969  | 1160     | 1332     | 1727     |
| Diferencia |      | +19,71 % | +14,82 % | +29,65 % |

| Año        | 2023 | 2024    |
| ---------- | ---- | ------- |
| Población  | 1660 | 1727    |
| Diferencia |      | +4,03 % |